# Jasmine Dellal
Jasmine Dellal es una directora y productora de cine británica.

## Biografía
Hija del desarrollador de propiedades "Black Jack" Dellal, Jasmine nació y creció en Gran Bretaña, estudió en EE. UU. y a menudo visitaba India, donde vive su abuela. Habla castellano, francés, e inglés.  Recibe su bachelor en literatura y lenguas francesa y castellana de Balliol College, Oxford Universidad. En 1993, Dellal completó su maestría en periodismo en la Universidad de California en Berkeley, donde estudió con Marlon Riggs

## Carrera
En los 1990s, mientras en San Francisco, Dellal fundó Little Dust Producciones, para hacer documentales y películas artísticas con una conciencia social. Desde entonces se mudó a Nueva York y a Londres. Es particularmente reconocida por su trabajo con Roma (con gitanos).

## Películas
- Cuándo las Curvas de Carretera: Cuentos de una Caravana Gitana
- Gitano Americano: Un Desconocido en Todo el mundo es Tierra
- Escritores de libertad

## Premios de cine
- 2008 Albert Maysles Premio para Excelencia – Mendocino Festival de cine para Cuándo las Curvas de Carretera: Cuentos de una Caravana Gitana
- 2007 PREMIO de AUDIENCIA ganadora – San Francisco Película Independiente Fest para Cuándo las Curvas de Carretera: Cuentos de una Caravana Gitana
- 2007 Impacto de ganador de PREMIO de JURADO de Música @– Nashville Festival de cine Independiente para Cuándo las Curvas de Carretera: Cuentos de una Caravana Gitana
- 2007 COREA -Jeonju Festival de cine Internacional – Premio de Audiencia para Cuándo las Curvas de Carretera: Cuentos de una Caravana Gitana
- 2006 Flanders Festival de cine Internacional: Premio de Audiencia para Cuándo las Curvas de Carretera: Cuentos de una Caravana Gitana
- 2000 San Francisco el festival de cine Internacional Dorado Spire Premio para Gitano americano: Un Desconocido en Todo el mundo es Tierra
- 1999 Festival de cine de Atlanta Premio de Jurado para Gitano americano: Un Desconocido en Todo el mundo es Tierra